# Microrregión de Amparo
La microrregión de Amparo es una de las microrregiones del estado brasileño de São Paulo perteneciente a la mesorregión Campinas. Su población, según el Censo IBGE en 2010, es de 175.894 habitantes y está dividida en ocho municipios. Posee un área total de 1.628,685 km².

## Municipios
- Águas de Lindoia
- Amparo
- Lindoia
- Monte Alegre do Sul
- Pedra Bela
- Pinhalzinho
- Serra Negra
- Socorro